# M80 Zolja
M80 Zolja (укр. «Оса») — югославський ручний реактивний протитанковий гранатомет одноразового використання. Призначений для боротьби з танками, БМП, самохідними артилерійськими установками та іншими броньованими об'єктами противника, а також може бути використаний для знищення живої сили ворога, що знаходиться в легких укриттях і спорудах міського типу.

## Конструкція
Гранатомет складається з двох основних елементів: пускового пристрою і власне реактивної гранати.
За зовнішнім виглядом нагадує американський гранатомет M72 LAW, але відрізняється характеристиками. Ракета гранатомета пробиває сталевий лист 300 мм, швидкість ракети складає 190 м / с, вона летить 4-6 секунд. Якщо протягом цього часу ракета не потрапила в ціль, активується самознищення заряду.

## На озброєнні
- Боснія і Герцеговина
- Індонезія
- Північна Македонія
- Чорногорія
- Сербія
- Сінгапур
- Словенія